# Yudoma

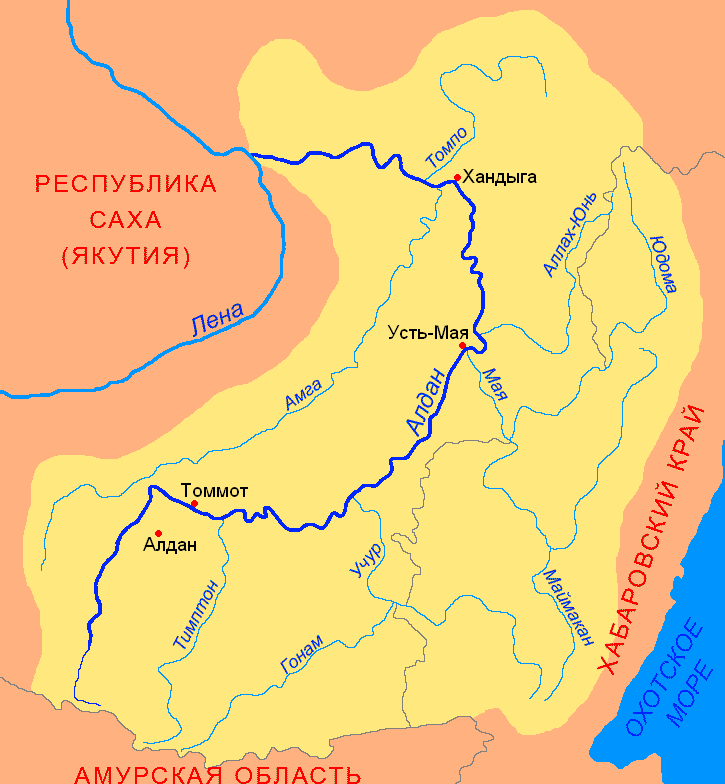
Lưu vực sông Aldan, Yudoma (Юдома), tại phần trên bên phải, hợp lưu với Maya (Мая)

Yudoma  (tiếng Nga: Юдома) là một sông tại cao nguyên Yudoma-Maya gần bờ biển Okhotsk. Sông đổ vào sông Maya, dòng sông này lại hợp lưu vào sông Aldan để rồi lại đổ vào sông Lena đổ ra Bắc Băng Dương. Đầu nguồn phía bắc của sông là tại dãy Suntar-Khayata. Phía đông là dãy Yudoma và sau đó là sông Okhota, phía nam là sông Maya và phía tây bắc là sông Allakh-Yun, một nhánh khác của sông Maya.
Sông có chiều dài 765 km và diện tích lưu vực là 43.700 km². Nơi đầu nguồn của sông có độ cao 1.020 mét trên mực nước biển còn ở cửa sông độ cao chỉ khoảng 190 mét. Nguồn nước ciủa sông bắt nguồn từ băng tan và mưa. Sông bị đóng băng từ giữa tháng 10 đến cuối tháng 5. Và dòng chảy ở cửa sông chỉ đạt 3,7 m³/s và tháng 3 và cao nhất là 1081 m³/s vào tháng 6. Tại cửa sông, dòng chảy rộng 300m và sâu 4 mét. Phần 270 km ở hạ du được coi là có thể thông hành.
Khu vực quanh sông phần lớn chưa có người định cư và không có bất kỳ cơ sở hạ tầng nào. Khu định cư lớn nhất là Yugorenok.